# Bánh (thực phẩm)

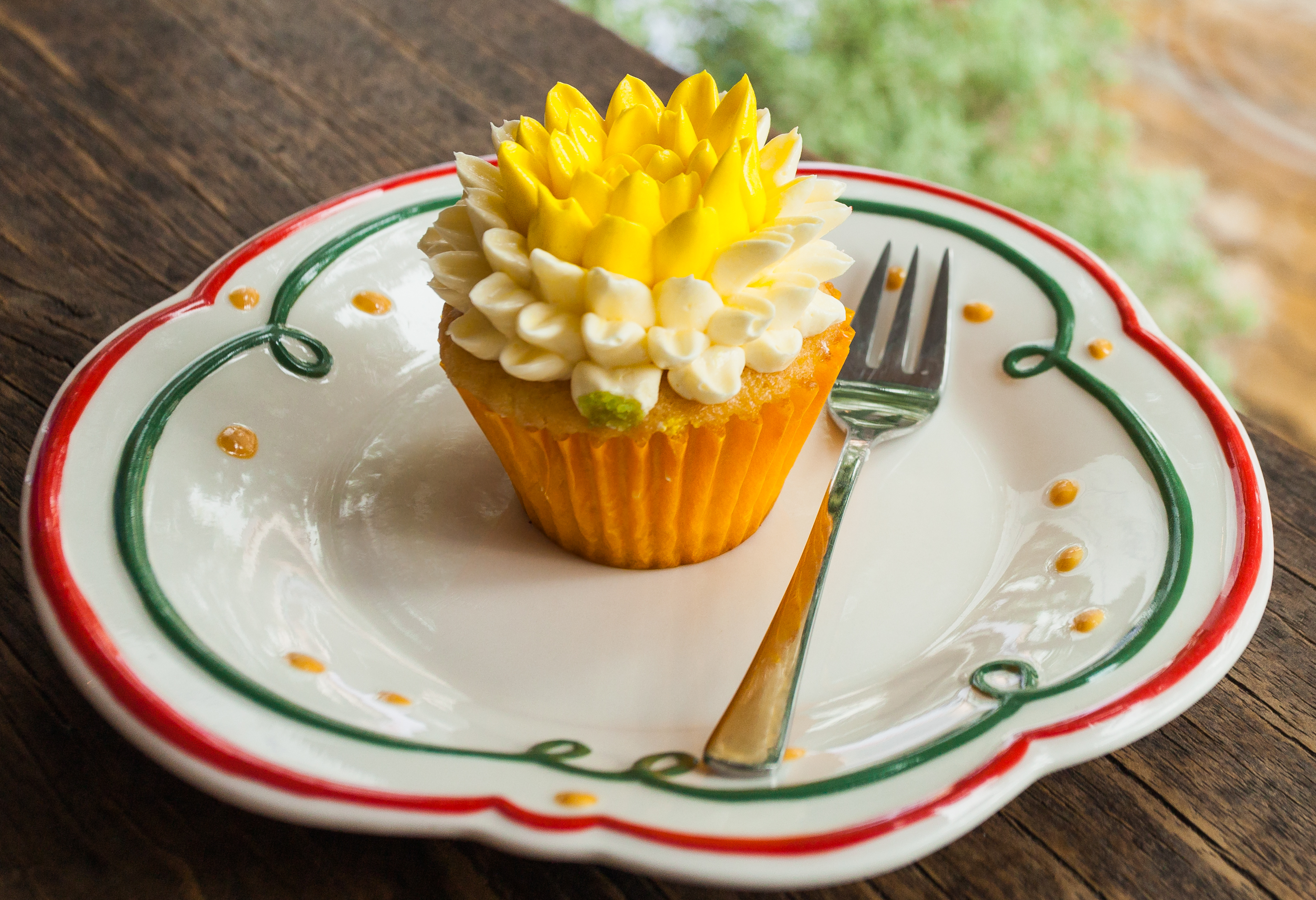
Bánh Muffin tại Thành phố Hồ Chí Minh

Bánh là loại món ăn làm bằng bột mì hay bột gạo có hương vị ngọt, mặn, béo...có thể hấp, nướng, chiên,... Bánh có nhiều cách chế biến khác nhau như: rán, chiên, nướng, hấp hoặc đôi khi là ăn sống. Thành phần và nguyên liệu của bánh rất đa dạng. Ngoài thành phần chính, bánh còn một số thành phần phụ như nước dùng, rau, đồ khô, kẹo, hoặc trái cây tươi, các loại hạt, kem. Một số loại bánh còn được trang trí rất công phu, tỉ mỉ.